# Žrnov

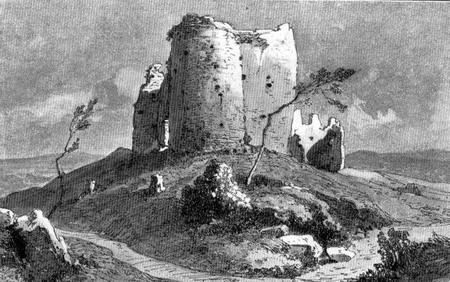
Zdi Žrnova na staré malbě

Žrnov, též Žrnovan (v srbské cyrilici Жрнов nebo Жрнован) byl středověký hrad/pevnost, který se nacházel na nejvyšším vrcholu Avaly jižně od města Bělehradu v Srbsku. Hrad vznikl na místě původního římského opevnění; rozšířen byl během existence středověkého srbského státu a dále rozvíjen během existence Osmanské říše. Jeho pozůstatky byly zničeny v 30. letech 20. století.

## Historie
Původní opevnění zde nechali římští vojáci zbudovat kvůli ochraně Bělehradu, který byl tehdy znám pod názvem Sigindunum. Ochrana byla nezbytná kvůli rudným dolům, které se nacházely na úpatí Avaly. Později byla pevnost během existence středověkého Srbska rozšířena a zmodernizována. Osmané získali pevnost v roce 1442. Následně nechali zpevnit a rozšířit hradby pevnosti z východní a jižní strany. V roce 1444 byli však nuceni na základě Segedínského míru pevnost vrátit zpět Srbskému despotátu (kromě Žrnova ztratili Turci i několik dalších pevností, např. Golubac, Kruševac a Novo Brdo). 
Turci získali Žrnov zpět v roce 1458 při útoku na Bělehrad, který však skončil neúspěšně. Pro přípravu dalších útoků musela být pevnost opětovně rozšířena; byla vybudována další linie hradeb. Turci pevnost pojmenovali Havala a odtud pochází i dnešní název kopce Avala. Uherské vojsko se pokusilo pevnost dobýt v roce 1515 za pomocí dělostřelectva, nicméně tento pokus skončil velkou porážkou. Strategický význam pevnosti poklesl po roce 1521 kdy Turci obsadili dnešní srbskou metropoli natrvalo. 
Pevnost byla pravděpodobně opuštěna v 18. století vzhledem k svému špatnému stavu. Až do té doby se zde nacházela turecká vojenská posádka. Poté byl hrad ponechán na pospas zubu času. 
Pozůstatky pevnosti byly zničeny dynamitem v roce 1934 kvůli výstavbě památníku neznámého vojína, který zde vznikl podle návrhu sochaře Ivana Meštroviće. Předtím zde proběhl archeologický průzkum, který odhalil řadu římských artefaktů.
Do dnešní doby se nedochovala žádná část pevnosti, jediné zmínky o ní představují zápisy kronikářů, práce Aleksandra Deroka a historické fotografie zachované v Národním muzeu v Bělehradě.

## Popis
Pevnost tvořilo několik celků: 
- Horní hrad, který tvořila původní středověká pevnost s drobným rozšířením, které bylo provedeno Turky v roce 1442
- Dolní hrad, který tvořila nová linie hradeb ve stejné nadmořské výšce, spojená s Horním hradem. Byl budován po roce 1458.
- Malá pevnost, která měla podobu pravidelného pětiúhelníku, který se nacházel ve směru severozápad-jihovýchod a která se nacházela přímo na místě dnešního památníku neznámého vojáka. Jedná se o nejstarší část hradu, její střed tvořila mohutná věž s půdorysem nepravidelného půlkruhu.